# Kisebb Testvérek Rendje
A Kisebb Testvérek Rendje (latin: Ordo Fratrum Minorum; OFM), amelyet korábban obszervánsok néven ismertek, a katolikus egyházhoz tartozó első három ferences rend egyike, Assisi Ferenc által alapított koldulórend.
A 13. század elején indult megújulási mozgalmak révén jött létre. Ez a rendi ág is az eredeti ferences regula szellemében dolgozta ki alapokmányát, a Konstitúciót. A rend tagjait általában egyszerűen csak ferenceseknek nevezik. 

## Etimológia
Az obszerváns szó a latin observare (= megőriz, megfigyel, megbecsül) ige melléknévi igeneve (observans). A kifejezés arra utal, hogy amikor a ferences rend két nagy ágra bomlott, a konventuálisokkal (minoriták) szemben ez az ág megőrizte a rend eredeti, szigorúbb szabályzatát.
Hivatalos latin nevük az Ordo Fratrum Minorum (= Kisebb Testvérek Rendje). Ez az a név, amelyet Ferenc adott testvériségének. 

## Neveik
Angliában a rend tagjait a ruhájuk színe alapján Grey Friarsnek (= szürke testvérek) nevezték. Németországban általában Baarfüsser (Baarfuozzen, Barvuzen, Barvoten, Barfüzzen stb.) néven ismerték őket, azaz magyarul mezítlábasak (csak szandált viseltek). Itáliában a népszerű nevük a Frati Minori vagy egyszerűen csak a Frati volt.
Magyarországon cseri barátoknak is hívták őket. Nevüket itt is ruhájuk színéről kapták, a ‘szürke’ jelentésű szláv „cseri” szó átvételével.

## Történetük

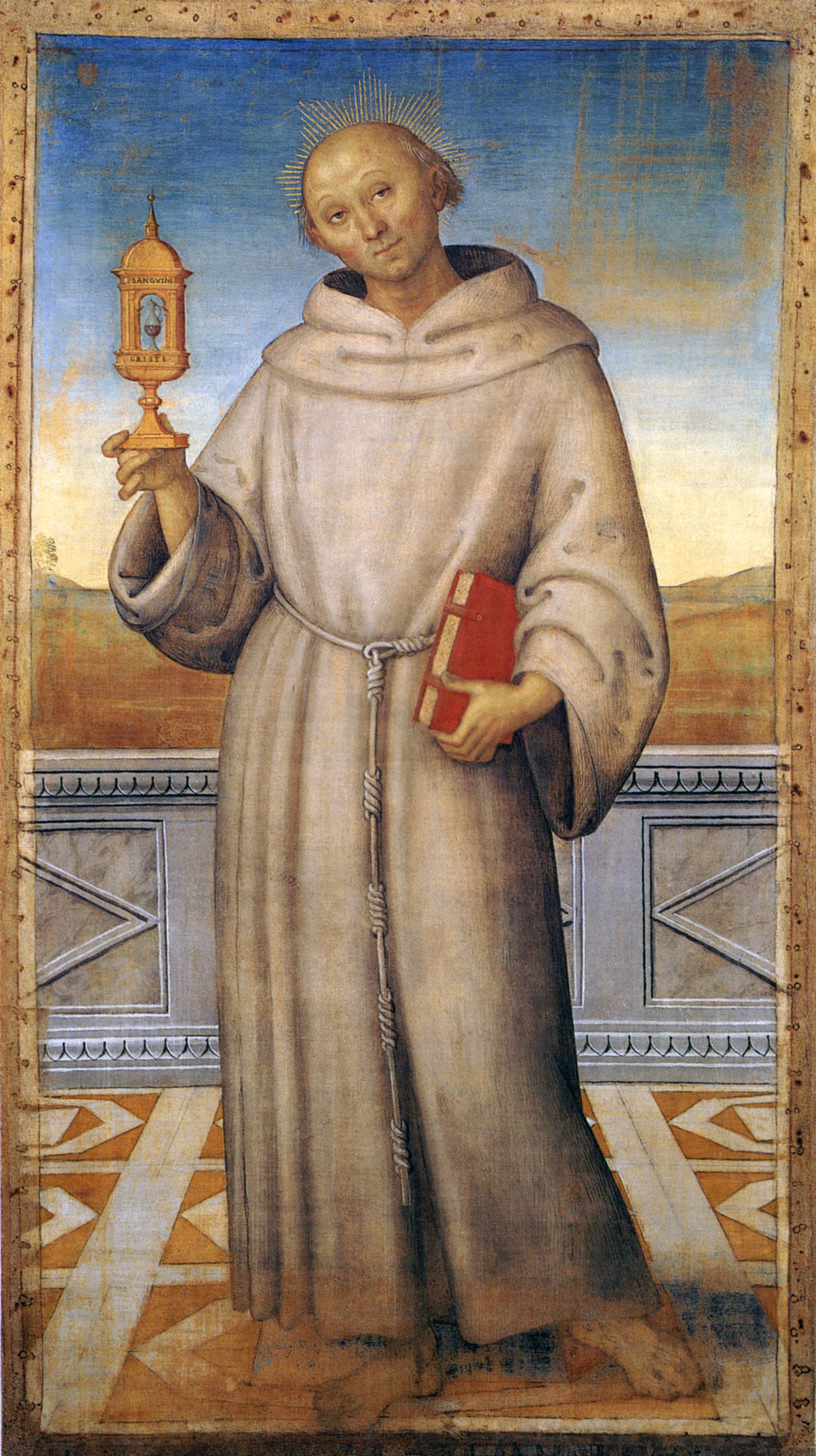
Pietro Perugino: Marchiai Szent Jakab, aki V. Miklós, III. Kalliksztusz és IV. Jenő pápa megbízásából háromszor is járt Magyarországon

A Máté 10:9-ről szóló prédikáció, amelyet Assisi Ferenc 1209-ben hallott, akkora benyomást tett rá, hogy úgy döntött, teljes mértékben az apostoli szegénységnek szenteli magát. Durva ruhába öltözött, és mezítláb, az evangéliumi anyagi lemondást követve, bűnbánatot kezdett prédikálni.
Hamarosan csatlakozott hozzá egy prominens városi ember, Quintavalle Bernard, aki minden erejével hozzájárult a munkájukhoz, és állítólag egy éven belül elérték a tizenegy főt. A testvérek az Assisi melletti Rivo Torto elhagyatott lepratelepén éltek; de idejük nagy részét Umbria hegyvidéki körzeteinek barangolásával töltötték, ahol mély benyomást tettek hallgatóikra. Életük igen aszketikus volt.
A szerzetesek száma gyorsan szaporodott, és elterjedtek Itália különböző vidékein. 1217-ben Ferenc tartományi elöljárókat (minister provinciales) nevezett ki, és messzebbre küldte tanítványait. Az 1219-es általános káptalanon megújították ezeket a missziókat, és további szerzeteseket küldtek Keletre, így Magyarországra, továbbá Franciaországba, Spanyolországba, Marokkóba.

### Magyarországon

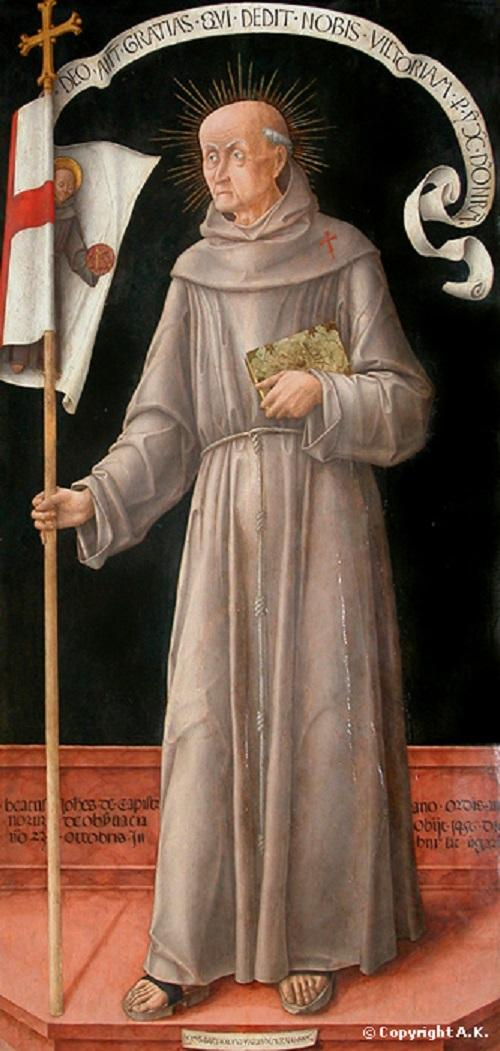
Lotz Károly: Kapisztrán Szent János prédikátor képmása, Pannonhalmi Főapátsági Múzeum

A „cseri barátoknak” egy korabeli jegyzék szerint 1263 és 1270 között már 25 kolostoruk volt a Magyar Királyságban.
Magyarországi népszerűségük gyors növekedését az irányzatukhoz tartozó két nagyhatású misszionárius, Marchiai Szent Jakab és a nándorfehérvári diadal hősének, Kapisztrán Szent Jánosnak magyarországi működése is segítette. 
A ferencesek szabályokat szigorúan megtartó ága, amely már a 14. században megjelent Magyarországon. Eleinte csak az ország déli vidékein alapítottak kolostorokat. Fő célkitűzésük errefelé nem annyira a hitetlenek, mint inkább az ortodoxok (a korabeli szóhasználat szerint szakadárok vagy skizmatikusok) és a bogumil eretnekek megtérítése volt. Korai jelenlétük ellenére kolostoraik száma csak a 15. század közepétől, egészen pontosan 1444-től szaporodik meg nagyobb mértékben.
1500-1700 szerzetessel Angliától német területeken át a Cseh- és a Lengyel Királyságig, a Magyar Királyság területére esett az obszerváns kolostorok 34 százaléka, itt élt a szerzetesek csaknem 30 százaléka. Népszerű vándorprédikációkra, térítésre és a tábori papság szerepére a török hadjáratokban csaknem kizárólag a „cseri barátok" közül kerültek ki papok.

## Tagsága
A rendhez tartozók száma a modern korban gyors csökkenést mutat.
Világszéles férfi tagsága: 
- 1971-ben: 24 501 fő (köztük 16 304 pap)[1]
- 2000-ben: 17 335 fő (köztük 11 417 pap)[1]
- 2022-ben 12 186 fő (köztük 8328 pap)[1]